# Fläckebo
Fläckebo är kyrkby i Fläckebo socken i Sala kommun i Västmanlands län.
Fläckebo ligger öster om Fläcksjön och strax väster om Hassmyra och ingår i småorten Fläckebo och Hassmyra.
Här ligger Fläckebo kyrka.
Norr om orten ligger naturreservatet Fläckebo.